# Dominique Görlitz

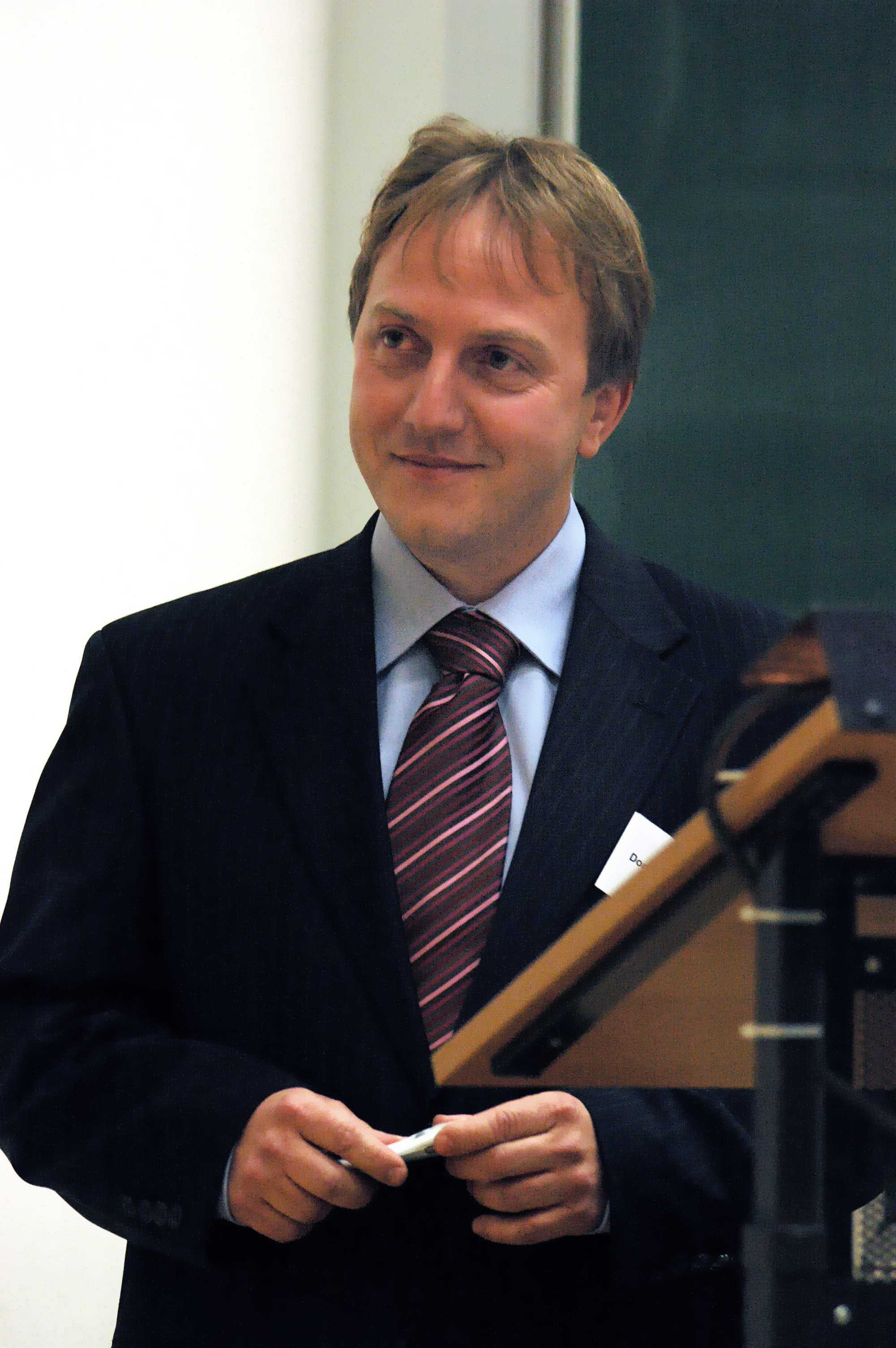
Dominique Görlitz

Dominique Görlitz (* 15. Juni 1966 in Gotha) ist ein deutscher Vegetationsgeograph, Sachbuchautor, Filmemacher und Vortragsredner. Bekannt wurde er vor allem als „Steinzeit-Segler“ durch seine Schilfboot-Expeditionen ABORA über das Mittelmeer und den Nordatlantik zur Stützung der Annahme prähistorischer Schifffahrt und interkultureller Wechselwirkungen zwischen entfernten Hochkulturen in der Frühzeit.

## Leben
Görlitz, der in Hochheim (Nessetal) aufwuchs, beschäftigt sich, angeregt durch die Berichterstattung über Thor Heyerdahl, seit seiner frühen Jugend mit dem prähistorischen Schilfbootbau. In seiner Schulzeit baute er mit Schulkameraden kleine Versuchsboote am thüringischen Flüsschen Nesse. Er studierte Sport und Biologie auf Lehramt an Gymnasien an der Friedrich-Schiller-Universität Jena (FSU Jena). Zusammen mit Kommilitonen und seiner Lebensgefährtin Cornelia Lorenz begann er, besegelte Schilfboote nach wissenschaftlichen Vorlagen zu bauen. Nach Studium und Referendariat war er zunächst von 1995 bis 2000 als Gymnasiallehrer in Borna tätig. Im Anschluss übte er diesen Beruf bis 2004 am Albert-Schweitzer-Gymnasium Limbach-Oberfrohna in Limbach-Oberfrohna aus. Im Rahmen von Jugend forscht arbeitete er gemeinsam mit Schülern an der Rekonstruktion vorzeitlicher Wasserfahrzeuge. Dafür gründete er auch den Verein „Experimentelle Archäologie und Forschung Chemnitz e.V.“ In dieser Zeit entstanden die Schilfboote ABORA I & II sowie besegelte Einbäume.
Bereits als Student an der FSU Jena hatte sich Görlitz dem Studium der Fernausbreitung überseeisch verbreiteter Kulturpflanzen gewidmet. Dabei baute er enge Kontakte zum Leibniz-Institut für Pflanzengenetik und Kulturpflanzenforschung Gatersleben auf, um seine theoretischen Ansätze durch Großversuche auf den Meeren empirisch zu untermauern. Im Sommer 2012 erwarb er in diesem Bereich seiner Studien mit seiner Dissertation über „Prähistorische Ausbreitungsmechanismen transatlantisch verbreiteter Kulturpflanzen“ an der Friedrich-Alexander-Universität Erlangen-Nürnberg den Doktorgrad der Naturwissenschaften.
Mit ersten Experimenten mit kleineren Schilfbooten aus der Baureihe DILMUN I–III sowie physikalischen Experimenten an der Fachhochschule Kiel und am Stevens Institute of Technology, New Jersey, versuchte er, seine Hypothese vor und während der ABORA-Experimente zu belegen.
Seit 2003 ist Dominique Görlitz Mitglied im Explorers Club. Seither führte er bereits zwei Flaggen-Expeditionen des Clubs durch. Während seiner Expeditionspausen hält er Vorträge zu den Themen Zusammenarbeit im Team und Umgang mit Krisensituationen. Zudem organisiert er Ausstellungen zu seinen Forschungsergebnissen und produziert auch eigene Expeditionsdokumentationen für in- und ausländische Fernsehsender.

## Wissenschaftsphilosophischer und -geschichtlicher Hintergrund

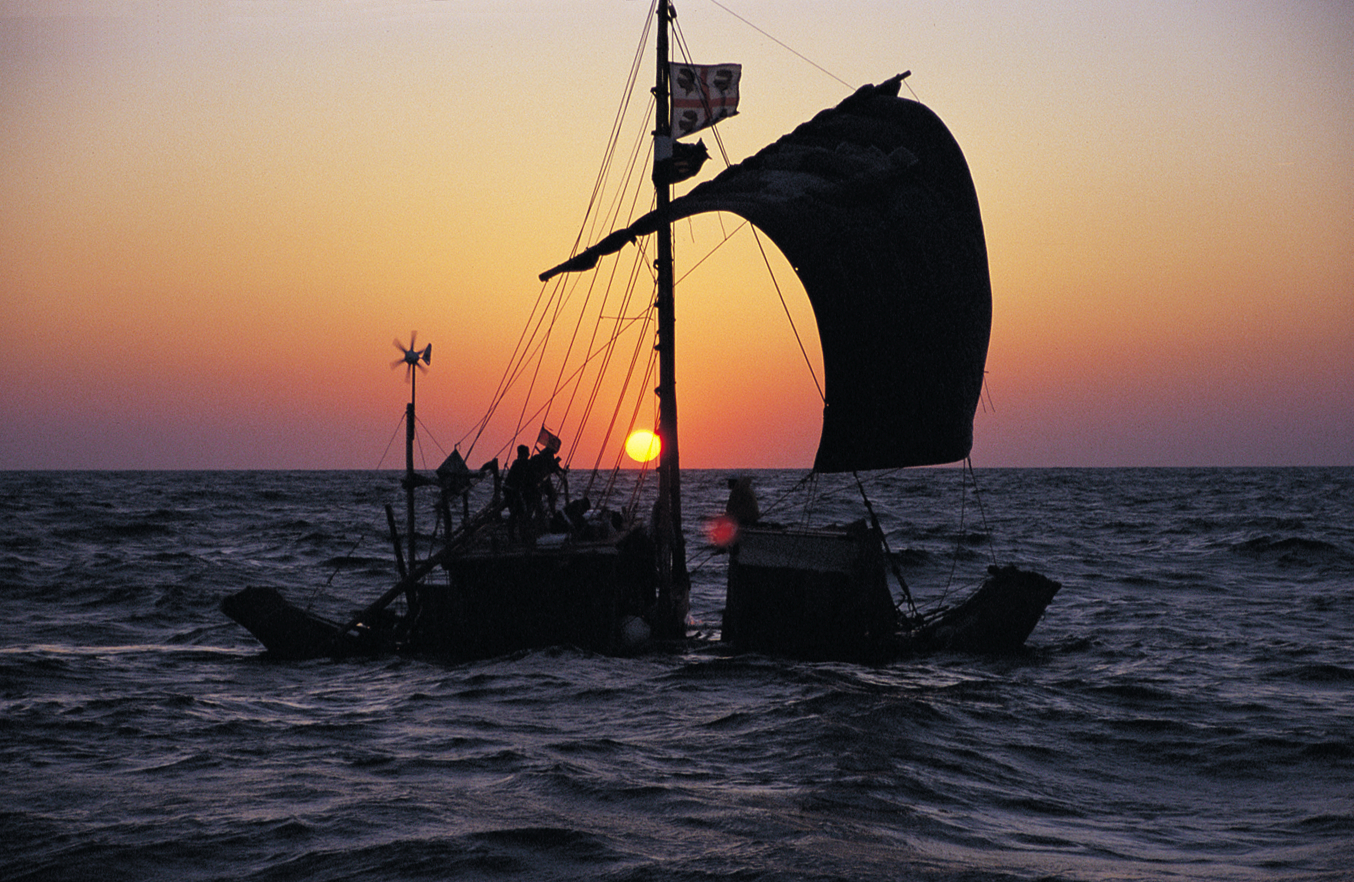
ABORA I bei Sonnenuntergang auf dem Mittelmeer

Ein zentraler Ansatzpunkt ist für Görlitz die Seefahrtsgeschichte der Menschheit vor dem Hintergrund der Hypothese, dass bereits vor- und frühzeitliche Seefahrer interkontinentale kulturelle Diffusionsprozesse bewirkten. Darum – und zudem um die philosophische Überlegung, dass unsere moderne Gesellschaft viel aus der Kulturgeschichte und den unzähligen kulturellen „Abstürzen“ früherer Gesellschaften lernen kann – geht es auch bei seinen ABORA Experimenten als Teil eines wissenschaftlichen Langzeit-Programms. Immer wieder wird der 2002 verstorbene Norweger Thor Heyerdahl als Görlitz’ Vorbild genannt. Heyerdahl, der mit seinen Rekonstruktionen nur vor dem Wind segeln konnte, nutzte allerdings vor allem altertümliche Quellen aus Ägypten. Görlitz verfolgt hier als Pflanzengeograph einen anderen Ansatz. Seiner Meinung nach musste das technische Problem des Segelns gegen den Wind bereits in der Jungsteinzeit gelöst worden sein. Anders wären seiner Meinung nach beispielsweise die Kolonisierung und der Kulturaustausch über das Mittelmeer nicht möglich gewesen. Aus diesem Grund wandte er sich den vorzeitlichen Felsbildstationen Oberägyptens zu, wo er auf Felsbildern der Negade-Kultur (3900–3100 v. Chr.) mehrfach Hinweise für die Nutzung von Seitenschwertern entdeckte.
Ein weiteres Thema der Arbeiten von Dominique Görlitz betrifft die Rekonstruktion frühgeschichtlicher Handelsrouten, insbesondere für Metalle. Görlitz vertritt hier die These, dass Werkzeuge aus Eisen bereits sehr früh in Ägypten zum Einsatz kamen. Neben seinem eigenen Cheops-Projekt des Jahres 2013 (angebliche Funde von Eisen-Rückständen in der Cheops-Pyramide) führt Görlitz auch weitere Belege an. Die Hethiter sind demnach nicht die ersten „Eisenproduzenten“ gewesen; Lange vor ihnen hatte man schon im nördlichen Mesopotamien, im Transkaukasus und in Anatolien Eisen produziert und genutzt. Das Fehlen von Produktions-Stätten bzw. Schlacken speziell in Ägypten würde bedeuten, dass die Ägypter das betreffende Eisen, sofern sie es tatsächlich verwendeten, importiert haben müssen. Bereits Herodot hatte sehr frühe Handelskontakte der Ägypter bis ins östliche Schwarzmeergebiet hinein erwähnt.

## Projekte und Expeditionen

### Projektgruppe „Experimentelle Archäologie“ Borna
Während seiner Tätigkeit am Gymnasium "Am Breiten Teich" ab 1995 organisierte Görlitz an dieser Schule eine Projektgruppe „Experimentelle Archäologie“. Im Rahmen von Jugend forscht arbeitete er gemeinsam mit Schülern an der Rekonstruktion vorzeitlicher Wasserfahrzeuge. 1995 und 1996 testete die Projektgruppe „Experimentelle Archäologie“ zwei sechs Meter lange Einbäume aus Pappelholz mit Segel auf dem Stausee Wangenheim und auf der Ostsee. Auch das Schilfboot Abora I entstand aus dieser Projektgruppe.

### Schilfboote
Dominique Görlitz führte zwischen 1999 und 2019 insgesamt 4 Schilfboot-Expeditionen im Mittelmeerraum und im Atlantik durch, siehe dazu die Seite zu den ABORA-Expeditionen. Zudem entstanden von 1990 bis 1994 auch kleinere, nur für Tages-Testfahrten geeignete, Schilfboote unter den Namen DILMUN I-III, 2009 kam die DILMUN IV und 2015 die DILMUN S hinzu; diese werden dort ebenso beschrieben.

### Cheops-Projekt
Im April 2013 entnahm Görlitz zusammen mit Stefan Erdmann, einem Amateur-Archäologen und Verfasser verschwörungstheoretischer Bücher, bei einem Besuch der ägyptischen Cheops-Pyramide Proben von der Decke der Königskammer und brachten diese zur Analyse in das Fresenius-Labor nach Dresden. Außerdem sollen sie Farbpigmente von der Wandbemalung der obersten darüber befindlichen Entlastungskammer abgekratzt haben, wobei die Hieroglyphenkartusche des Pharaos beschädigt worden sei. Im Herbst 2014 kam es zum Prozess in Kairo, in dem Görlitz in Abwesenheit zu 5 Jahren Haft verurteilt wurde.
Der frühere ägyptische Minister für Altertümer Zahi Hawass benutzte diesen Fall für die ägyptische Innenpolitik und behauptete, dass die Deutschen für Robert Bauval arbeiten würden, der angeblich die Theorie vertrete, dass „die Pyramiden vor 15000 Jahren von Juden erbaut worden seien.“ Monica Hanna von der American University of Cairo, Gründerin der „Egypt’s Heritage Task Force“, bestätigte die Beschädigung der Kartusche, beschuldigte Görlitz sowie Erdmann der Tat, und erstattete in Deutschland Strafanzeige gegen sie. Zudem kam es zur Verhaftung der in Ägypten lebenden sechs Begleiter, die ebenfalls zu fünf Jahren Haft verurteilt und nach Urteilsverkündung sofort inhaftiert wurden. Robert Schoch von der Boston University veröffentlichte am 19. Februar 2014 entlastende Bilder, welche u. a. zeigen, dass die zur Debatte stehenden Meißelspuren auf der Kartusche bereits im Jahr 2006 vorhanden waren.
Im Dezember 2015 wurde das Urteil vom zuständigen Bezirksgericht in Kairo aufgehoben, das dem Antrag der Rechtsanwälte auf ein Revisionsverfahren stattgab. Das Gericht war zur Überzeugung gelangt, dass die Tatvorwürfe, die im ersten Verfahren zur Verurteilung der Angeklagten geführt hätten, nicht aufrechtzuerhalten seien. Deshalb sei der Fall neu zu verhandeln. Die inhaftierten Ägypter wurden daraufhin aus der Haft entlassen. In Deutschland wurde Görlitz Anfang 2015 aufgrund damaliger Informationen aus Ägypten vom Amtsgericht Chemnitz wegen Diebstahls und Sachbeschädigung zu einer Geldstrafe verurteilt.
In Ägypten wurden danach zwei separate Berufungsverfahren anberaumt. 2016 fand zunächst ein erneuter Strafprozess gegen die ägyptischen Staatsbürger statt, die 2013 als Aufsichtspersonen für die beiden deutschen Forscher und ihren Kameramann verantwortlich waren. Sie wurden von allen Vorwürfen freigesprochen. 2018 wurde dann am Kriminalgerichtshof in Kairo auch das Berufungsverfahren gegen die drei Deutschen durchgeführt. Auf das Urteil von 2016 gestützt, wurden dort mit Beschluss vom 9. Mai 2018 die Anschuldigungen wegen vorsätzlicher Beschädigung der Altertümer gegen sie fallen gelassen. Dieser Beschluss wurde im Grundsatz von allen Parteien akzeptiert, aber Dominique Görlitz behielt sich rechtliche Schritte gegen die Antikenbehörde, Dr. Zahi Hawass und Dr. Monica Hanna wegen Verleumdung und übler Nachrede vor.

### Die Welt der Himmelsscheiben
In der Zentralwerkstatt Pfännerhall in der Nähe des Geiseltalsees im südlichen Sachsen-Anhalt zwischen dem Fundort der Himmelsscheibe von Nebra, der als Sonnenobservatorium beworbenen Kreisgrabenanlage von Goseck, dem Großsteingrab Langeneichstädt und dem in jüngster Zeit aufgewerteten Grabhügel Bornhöck wurde 2022 die von Görlitz kuratierte Ausstellung „Die Welt der Himmelscheiben“ eröffnet. Initiator war Kai Helge Wirth, der die Idee einer prähistorischen transatlantischen Seefahrt mit Görlitz teilt und eine Theorie eines „Steinzeitatlas am Firmament“ entwickelt hat. (zur Einordnung der erfolgreichen Verbindung von Archäologie und Tourismus – verbunden mit dem Namen Harald Meller – siehe auch das Projekt Himmelswege)

## Werke
- Prähistorische Ausbreitungsmechanismen transatlantisch verbreiteter Kulturpflanzen. Dissertation. Gotha, 2012, ISBN 978-3-939182-46-7.
- Ungelöste Rätsel der Entdeckergeschichte: Kam Kolumbus 1500 Jahre zu spät? 2011, ISBN 978-3-939182-34-4.
- Die Anfänge der Seefahrt / The origins of seafaring. Der doppelte Ursprung des ersten Segelschiffs / The double ancestry of the first sailing boat. (= Schriftenreihe des Landesmuseums für Natur und Mensch. 49). Verlag Isensee, 2007, ISBN 978-3-89995-420-3.
- Mit dem Schilfboot durch das Sternenmeer. Das Schilfboot Abora II kreuzt entlang uralter Himmelsrouten durch das Mittelmeer. 2006, ISBN 3-00-021270-1.
- Schilfboot ABORA. Segeln gegen den Wind im Mittelmeer. DSV-Verlag, Hamburg 2000, ISBN 3-88412-329-7.

## Filme
- Video Abora. Letzte Position Atlantik. (Dokumentation, Deutschland, 44 Min., Buch und Regie: Rudolph Herzog, Produktion: ZDF, Erstausstrahlung: 30. März 2008) in der ZDFmediathek, abgerufen am 26. Januar 2014.
- Die Abora Saga. Dokumentation, Deutschland 1999–2009, 107 Min.
- 13 Stürme. Dokumentation, Deutschland & Norwegen 2010, 56 Min.
- Dare To Voyage. Dokumentation, Deutschland & Norwegen 2010, 56 Min.
- Ungelöste Rätsel der Entdeckergeschichte. Dokumentation, Deutschland 2011, 60 Min.
- Das Cheops-Projekt. Dokumentation von Frank Höfer, Deutschland 2015, 100 Min.